# Boris Rytsarev
Boris Rytsarev (russisk: Борис Владимирович Ры́царев) (født 30. juni 1930 i Moskva i Sovjetunionen, død 25. november 1995 i Moskva i Rusland) var en sovjetisk filminstruktør.

## Filmografi
- Aladdins forunderlige lampe (Волшебная лампа Аладдина, 1966)[2][3]
- Ivan da Marja (Иван да Марья, 1974)
- Prinsessen på ærten (Принцесса на горошине, 1977)
- Ledjanaja vnutjka (Ледяная внучка, 1980)
- Na zlatom kryltse sideli (На златом крыльце сидели, 1986)